# Skrzydłowarg myszowaty
Skrzydłowarg myszowaty, skrzydłowarg słoneczny, ptasznik słoneczny (Pterinochilus murinus) – gatunek pająka z rodziny ptasznikowatych. Zamieszkuje krainę etiopską.

## Taksonomia
Gatunek ten opisany został po raz pierwszy w 1878 roku przez Ferdinanda Karscha pod nazwą Harpactira elevata. Reginald Innes Pocock w 1897 roku opisał go niezależnie pod nazwą Pterinochilus murinus i to ją uznaje się za ważną, podczas gdy ta nadana przez Karscha została zsupresowana w 2002 roku przez Richarda C. Gallona ze względu na brak użycia. Również w 2002 roku Gallon zsynonimizował z omawianym gatunkiem Pterinochilus mamillatus i Pterinochilus hindei, a w 2008 autor ów dołączył do jego synonimów jeszcze Pterinochilus leetzi.

## Morfologia
Samce osiągają od 30 do 53,4 mm długości ciała przy prosomie długości od 13 do 22,6 mm i szerokości od 11 do 19 mm. Samice natomiast osiągają od 28,7 do 61,7 mm długości ciała przy prosomie długości od 11,7 do 24,2 mm i szerokości od 9,4 do 20,3 mm.

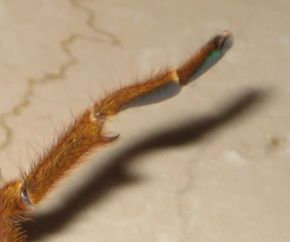
Hak na pierwszej goleni samca

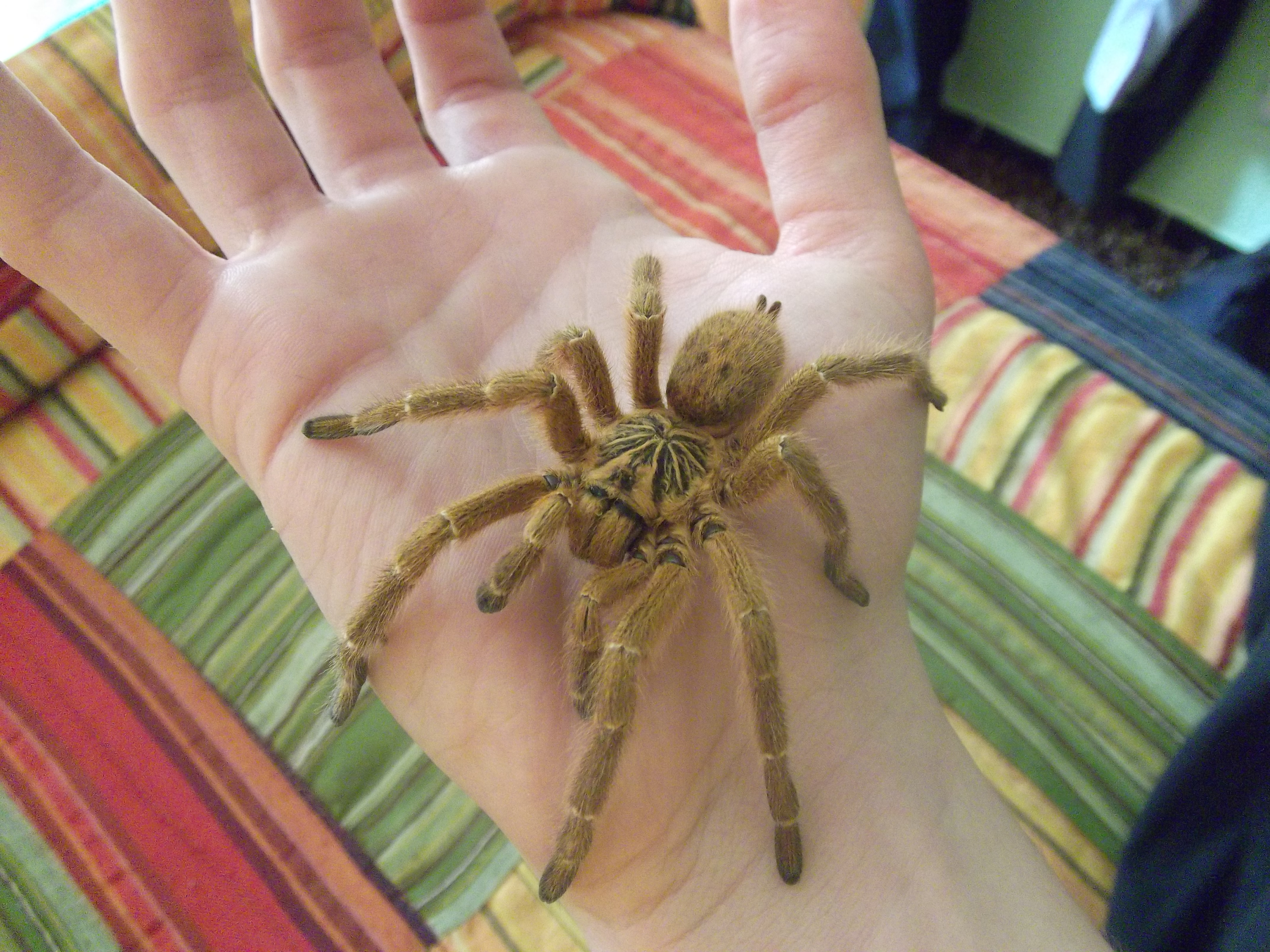
Samiec odmiany typowej

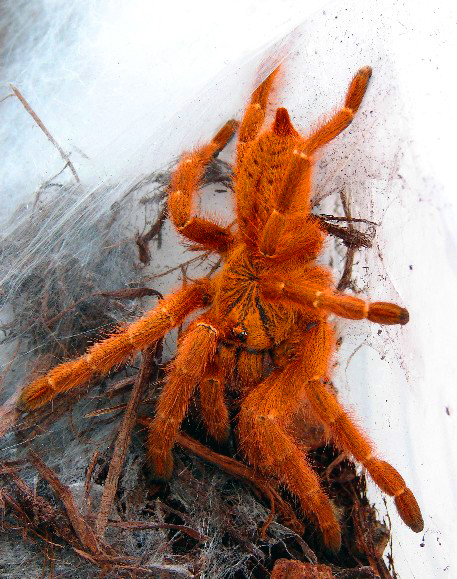
Odmiana z dużym udziałem barwy czerwonej

Karapaks jest niski, o głębokiej, poprzecznej jamce. Ubarwienie ma czarne, u samic z pomarańczowymi lub złocistymi pasami rozchodzącymi się promieniście, niekiedy zatartymi wśród obfitego owłosienia, u samców z tymi pasami metalicznie połyskującymi. Barwa szczękoczułków, nogogłaszczków i odnóży bywa pomarańczowa, beżowa lub ciemnoszara z jaśniejszymi stawami, przy czym na biodra od spodu nachodzi czarna barwa ze sternum. Szczękoczułki mają od 9 do 14 zębów na przedniej krawędzi bruzdy. Na tylno-bocznej powierzchni szczękoczułka leży niewielka skopula z dobrze wykształconych szczecinek pierzastych o funkcji strydulacyjnej, współpracująca z niepodzieloną skopulą podobnych szczecinek na przednio-bocznej powierzchni krętarza nogogłaszczka; u dużych okazów pierzaste szczecinki występować mogą jeszcze w nasadowej części przednio-bocznej powierzchni uda nogogłaszczka. Kuspuli na wardze dolnej jest 40–50, podczas gdy na szczękach około setki. Obecność szeregu grubych szczecin w odsiebnej części przednio-bocznej krawędzi szczęki odróżnia ten gatunek od pozostałych skrzydłowargów. Wszystkie pary stóp oraz nadstopia pary od pierwszej do trzeciej mają pełne skopule, natomiast na nadstopiach pary ostatniej skopule podzielone są wzdłużnym pasmem usztywnionych szczecinek. U samca goleń odnóża pierwszej pary ma hak zbudowany z długiej, walcowatej apofizy prowentralnej dystalnej, zaopatrzonej w dobrzusznie sterczący kolec. Nadstopie pierwszej pary samca jest wyprostowane, a uda pary trzeciej niepowiększone.
Opistosoma (odwłok) ma tło pomarańczowe, beżowe lub ciemnoszare. U samicy na jej wierzchu znajduje się wzór z ciemnych pasków, kropek i siatkowania, u samca jest on słabo zarysowany, a siatkowania brak w ogóle. Pokrywy płuc książkowych i skutum epigastryczne są jaśniejsze od reszty opistosomy. Tylna krawędź owego skutum ma pośrodkowy szereg długich, zakrzywionych szczecin. Tylna para kądziołków przędnych ma palcowate człony wierzchołkowe.
Nogogłaszczki samca dysponują gruszkowatym bulbusem z pośrodkowo osadzonym, wydłużonym, nitkowatym, pozbawionym kilów, zaostrzonym na szczycie embolusem. Genitalia samicy zawierają parę jednoczęściowych, pozbawionych wyodrębnionych płatów końcowych, w dystalnej części zakrzywionych ku sobie spermatek o przekroju płaskim do bardziej okrągłego.
Ubarwienie skrzydłowarga myszowatego jest na tyle zmienne, że stało się przyczynkiem do wyróżnienia na potrzeby terrarystyki wielu odmian. Istnieją jednak formy pośrednie między nimi. Znane są także mieszańce szkrzydłowarga myszowatego ze skrzydłowargiem botswańskim – mają one kremowy karapaks, jaskrawiej pomarańczową opistosomę oraz bledziej pomarańczowe odnóża.

## Ekologia i występowanie

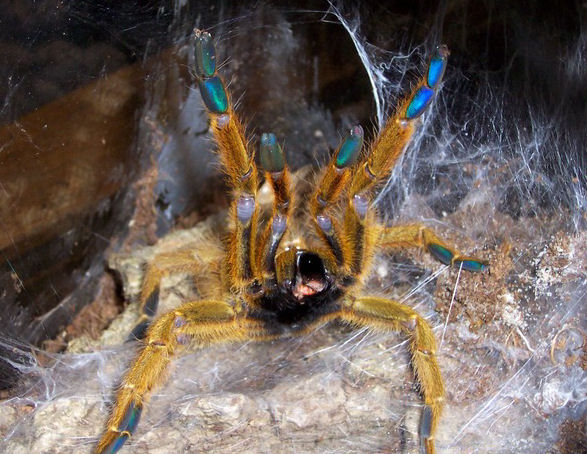
Postawa grożąca

Ptasznik rozmieszczony od poziomu morza do rzędnych 1450 m n.p.m. Zamieszkuje sawanny, stepy i suchsze lasy liściaste. Swe rurkowate oprzędy z gęstej pajęczyny umieszcza pod kamieniami, kłodami, w dziuplach i próchnowiskach drzew, opuszczonych norach ssaków, a nawet w ludzkich siedzibach. Nie kopie własnych nor.
Gatunek afrotropikalny, podawany z DR Konga, Burundi, Kenii, Tanzanii, Angoli, Zambii, Mozambiku, Zimbabwe i Południowej Afryki.

## Jad
Pająk silnie jadowity jak na ptasznika, w dodatku szybki i agresywny. Ukąszenie wywołuje silny ból. Po kilku lub kilkudziesięciu godzinach pojawia się opuchlizna i mimowolne skurcze mięśni. Występować też mogą: nudności, drętwienie i zawroty głowy. Słabnięcie objawów obserwuje się zwykle po kilku dniach, a ich zanik czasem dopiero po tygodniu.

## Hodowla
Zaleca się terrarium o wymiarach minimalnych 30×20×20 cm, wilgotność między 50 a 60% oraz temperaturę 25–30°C w dzień i nie niższą niż 20°C nocą. Gatunek można trzymać w terrariach urządzonych dla ptaszników nadrzewnych, naziemnych czy podziemnych, przy czym w tych urządzonych jak dla ptasznika podziemnego wykazuje się mniejszą agresją, co zmniejsza ryzyko pokąsania hodowcy.
Dojrzałość osiągana jest przez samca po 8 lub 9 wylince, a przez samicę średnio po 12. W hodowlach gatunek rozmnaża się stosunkowo łatwo. Kokon przędzony jest przez samicę po 1–2 miesiącach od kopulacji. W odstępach miesiąca pojawić się mogą mniejszy od pierwszego kokon drugi i jeszcze mniejszy kokon trzeci. Jaj w kokonie znajduje się od 60 do 200.